# Schefflera violacea
Schefflera violacea är en araliaväxtart som beskrevs av José Cuatrecasas. Schefflera violacea ingår i släktet Schefflera och familjen araliaväxter. Inga underarter finns listade.